# 武康路390号住宅
武康路390号住宅是位于上海市徐汇区的一处单层独立式花园住宅，原为意大利总领事官邸。住宅处于武康路北侧，泰安路以南，与原为黄兴寓所的武康路393号住宅隔路相望。

## 历史

### 中华民国时期
武康路390号住宅建于1932年，由比商义品放款银行投资建造。（该公司亦是思南路上花园住宅义品村的投资者）建成后，住宅作为意大利驻沪总领事官邸使用。

### 中华人民共和国时期

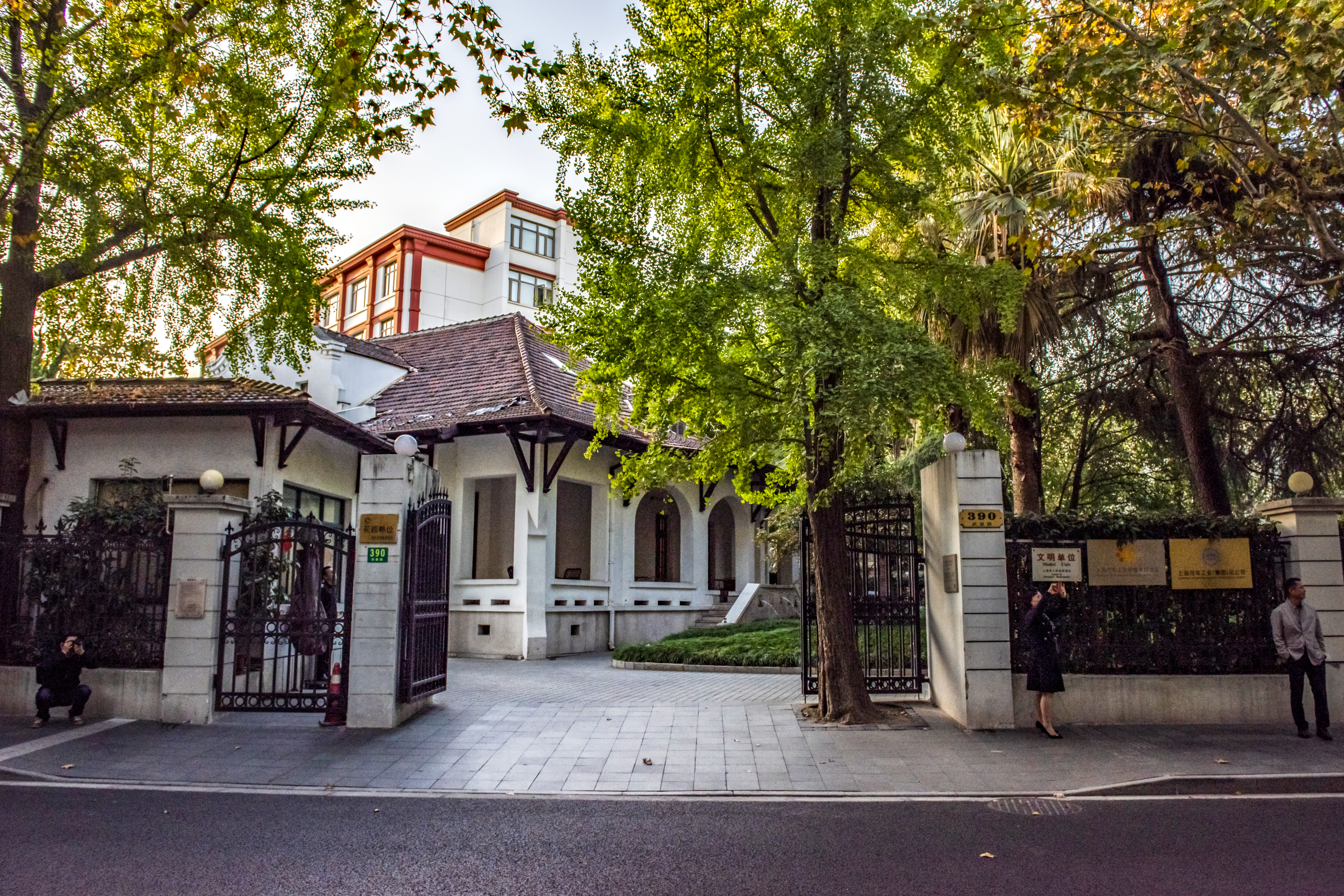
武康路390号院门

中华人民共和国建国后，住宅被收为国有，尔后划归上海汽车装配厂使用。1958年，中华人民共和国第一辆国产汽车在此成功制造，命名为“凤凰牌”。1960年，上海汽车装配厂更名为上海汽车制造厂。1964年“凤凰牌”更名为“上海牌”。至1975年，该厂已具备年产5000辆“上海牌”轿车的生产能力。1978年，经国务院会议商讨，决定进口汽车零部件进行装配，成品小部分内销，大部分返销国外，作为对提供零件的补偿。随后相关的项目组成立，并进驻武康路390号。1982年，项目组与大众公司达成协议。1983年，武康路390号生产出了第一辆上海桑塔纳轿车。1995年，上汽集团成立。现时武康路390号虽不再作为工厂，其产权仍归上汽集团所有，作为办公场所使用。2003年，公司出资对建筑进行了修复。
1999年住宅入选第三批上海市优秀历史建筑，2003年又被列入徐汇区登记不可移动文物名单。

## 建筑特色
武康路390号建筑面积400平方米，是一幢单层砖木结构的花园洋房，建筑样式为地中海式。此类风格的建筑在上海并不多见，其特点是建筑结构上较多运用开放式的空间，外观以红瓦白墙为主，室内装饰简朴，地面多采用地砖。此住宅采用平缓四坡红瓦屋面，檐顶为弧形山墙，南侧屋面中部设有老虎窗，檐下设置支托。其东、南、西三面设有敞廊，开设平拱和圆拱门、窗洞，墙角设扶壁柱。建筑南立面中部三开间，半圆券门廊稍稍向外突出，两侧为弧形环抱式台阶。总体而言，该建筑显得雅致新颖，风格独特。